# Louis Remy de la Fosse
Louis Remy de la Fosse (Francia, 1659 – Darmstadt, 17 settembre 1726) è stato un architetto francese naturalizzato tedesco; lavorò prevalentemente in Germania durante il periodo Barocco.

## Biografia

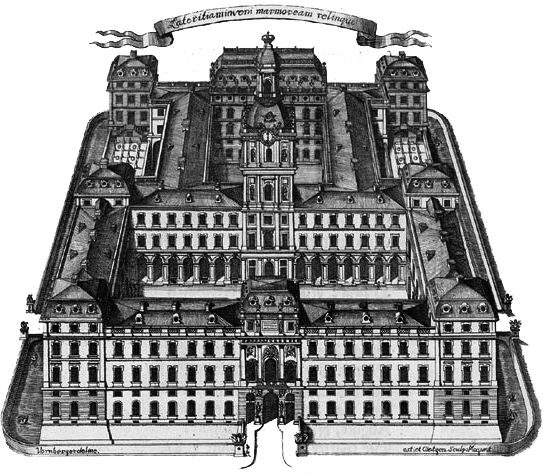
Progetto del castello di Darmstadt.

Poco si sa delle origini e della formazione di de la Fosse, ma di lui si sa che era figlio del pittore Charles de La Fosse e che era stato costretto ad emigrare nel Sacro Romano Impero dopo la revoca dell'editto di Nantes da parte di Luigi XIV di Francia. Secondo altre ipotesi, invece, egli sarebbe stato figlio del cartografo ed architetto Georges-Louis Le Rouge.
Le sue prime fonti risalgono al 1705 quando lo si trova impegnato nello studio di Johann Friedrich Eosander von Göthe a Berlino dove collaborò alla stesura di un piano di costruzione per il castello di Charlottenburg che però poi non venne adottato per il progetto finale. Nel 1706, divenne architetto di corte del principe elettore di Hannover, Giorgio I, ove rimase sino al 1709 quando ottenne il medesimo incarico presso il langravio d'Assia-Kassel per poi tornare ad Hannover nel 1711 e rimanendovi sino al 1714. Venne quindi assunto al servizio del langravio Ernesto Luigi d'Assia-Darmstadt che lo impiegò notevolmente per la costruzione di una serie di strutture civili e militari. Acquisite notevoli competenze anche nel campo dell'ingegneria idraulica, si rese responsabile di una serie di dighe e strutture idrauliche per la regolazione del livello delle acque del fiume Reno.

## Opere
- 1706 : Padiglioni del Großer Garten di Hannover
- 1706-1709 : Padiglione di caccia di Göhrde
- 1709 : Progetto per il castello di Wilhelmshöhe (non realizzato)
- 1713 : Progetto per il castello di Monbrillant (realizzato poi da Johann Christian Böhme nel 1717-1720)
- 1713 : castello di Ostrau
- 1715-1726 : Castello di Darmstadt
- 1716-1721 : Orangerie di Darmstadt
- 1717 : Palazzo granducale di Heidelberg
- 1720 : Progetto per il castello di Mannheim
- 1721 : Progetto per il castello di Löwenstein
- 1723-1732 : Castello di Kleinheubach.
- 1723 : Castello di Schillingsfürst